# Abdulhaluk Çay
Abdulhaluk Mehmet Çay (* 23. Dezember 1945 in İskilip) ist ein türkischer Turkist, Wissenschaftler und Politiker. Bekannt wurde er durch seine umstrittenen Thesen zur türkischen Herkunft der Sumerer und Gutäer, zur kurdischen Sprache und zur Herkunft der Bezeichnung „Kurde“.

## Leben und Lehre
Abdulhaluk Çay wurde 1945 in İskilip geboren. Sein Vater İsmail war Postbeamter, seine Mutter hieß Nuriye. Das erste Lebensjahr verbrachte er in seiner Geburtsstadt, dann wurde der Vater versetzt und die Familie zog nach Amasya. Dort besuchte Abdulhaluk Çay die ersten beiden Grundschulklassen. Die weiteren Grundschulklassen absolvierte er in Çorum, die Mittelschule ab 1957 wiederum in Amasya. Das Gymnasium besuchte Çay ab 1960 in Çorum und von 1961 bis 1963 in Amasya. Nach Schulabschluss zog die Familie nach Istanbul. Abdulhaluk Çay studierte dort an der Geisteswissenschaftlichen Fakultät der Universität Istanbul. Er leitete den Turkistenverein in Kadıköy und lernte dabei u. a. Nihal Atsız und Necip Fazıl Kısakürek kennen.
Er lehrte nach Studiumsabschluss an verschiedenen Gymnasien und Universitäten und verfasste seine Dissertation über die Schlacht von Myriokephalon/Karmıkbeli (türk. Myriokephalon/Karmıkbeli Zaferi). Seine Habilitation befasste sich mit Kılıç Arslan II. Çay ist seit 1989 Professor und lehrte an der Hacettepe-Universität, wo er Institutsdirektor wurde.
Abdulhaluk Çay ist verheiratet und Vater zweier Kinder.

## Politik
Abdulhaluk Çay war Mitglied der Milliyetçi Hareket Partisi und kandidierte 1995 für das Große Nationalversammlung der Türkei. Seine Partei scheiterte jedoch bei der Wahl 1995 an der Zehn-Prozent-Hürde. Die Wahl 1999 als Abgeordneter für Çorum aber war dann erfolgreich. Abdulhaluk Çay wurde Abgeordneter und später Staatsminister im Kabinett V des Ministerpräsidenten Bülent Ecevit. Sein Aufgabenbereich waren die Beziehungen zur türkischen Welt. Aufgrund von Differenzen mit seinem Parteivorsitzenden Devlet Bahçeli wurde er entlassen. 2002 kandidierte er erfolglos für die Doğru Yol Partisi. Die Kandidatur für die Wahl 2007 in der Büyük Birlik Partisi von Muhsin Yazıcıoğlu brach er ab.
2012 trat er der neugegründeten Milliyetçi Türkiye Partisi bei.

## Veröffentlichungen (Auswahl)
- Ali Suavi'nin Hive Hanlığı ve Türkistan'da Rus Yayılmacılığı. Istanbul 1977
- Cumhuriyet Tarihi. Istanbul 1982
- Anadolu'da Türk Damgası. Koç Heykel-Mezar Taşları ve Türklerde Koç-Koyun Meselesi Ankara 1983
- Türk Ergenekon Bayramı - Nevruz. Ankara 1988
- Daglik Karabag: hayaller ve Gerçekler. Ankara 1989
- Kıbrıs'ta Kanlı Noel - 1963. Ankara 1989
- Doğu ve Güneydoğu Anadolu'nun Kültürel Yapısı. Istanbul 1992
- Her yönüyle Kürt dosyası. Istanbul 1993
- Die Kurdische Akte aus allen Perspektiven. Ankara 2000
- Tarihte Türkler ve Alparslan Türkeş. 2003
- Türkistan Millî Kurtuluş Hareketi. 2015